# Rolando Argueta
Rolando Edgardo Argueta Pérez (Lepaera, Lempira, 20 de febrero de 1972) es un abogado hondureño, ejerció como presidente de la Corte Suprema de Justicia de Honduras del 11 de febrero de 2016 al 16 de febrero de 2023.

## Perfil
Rolando Edgardo Argueta Pérez, se ha desempeñado como director de fiscales del Ministerio Público y es uno de los hombres más jóvenes que integran la Corte Suprema de Justicia. Argueta fue propuesto por los trabajadores y su filiación es nacionalista. 
Es originario de Lepaera, Lempira, y nació el 20 de febrero de 1972. Tiene un posgrado en Derecho Penal y Procesal Penal de la Unah promoción 2005/2006. 
Tiene una maestría en Derecho Procesal Civil de Unitec. Fue director general de Fiscalía, desde el 18 de septiembre de 2013. Fue miembro propietario del Consejo de la Judicatura, electo el 6 de septiembre de 2013. Fungió como magistrado de la Corte de Apelaciones de Santa Rosa.

## Presidencia de la Corte Suprema de Justicia
El abogado Argueta llega a la cabeza del máximo tribunal de justicia de Honduras después de tres semanas de suspenso donde incluso se dudaba si iba a quedar en el pleno.
La incertidumbre imperó pues el profesional no alcanzó en los primeros cuatro intentos el apoyo necesario en el Congreso Nacional, a pesar de ser calificado como el favorito.
En el primer intento del 28 de enero, la nómina que él y sus otros 14 compañeros integraba fue rechazada al no alcanzar la mayoría calicada de 86 votos. En los tres intentos posteriores, el notario tampoco logró los votos suficientes y fue hasta la quinta ocasión cuando entró como magistrado electo.
Cabe recordar que la persona electa como magistrado presidente debe obtener ocho votos a su favor de los 15 integrantes del pleno, pero Argueta resultó escogido por unanimidad entre sus compañeros jueces.
De acuerdo a los registros de los 15 magistrados electos ocho son de afiliación nacionalista y siete simpatizantes del partido Liberal.